# Omen

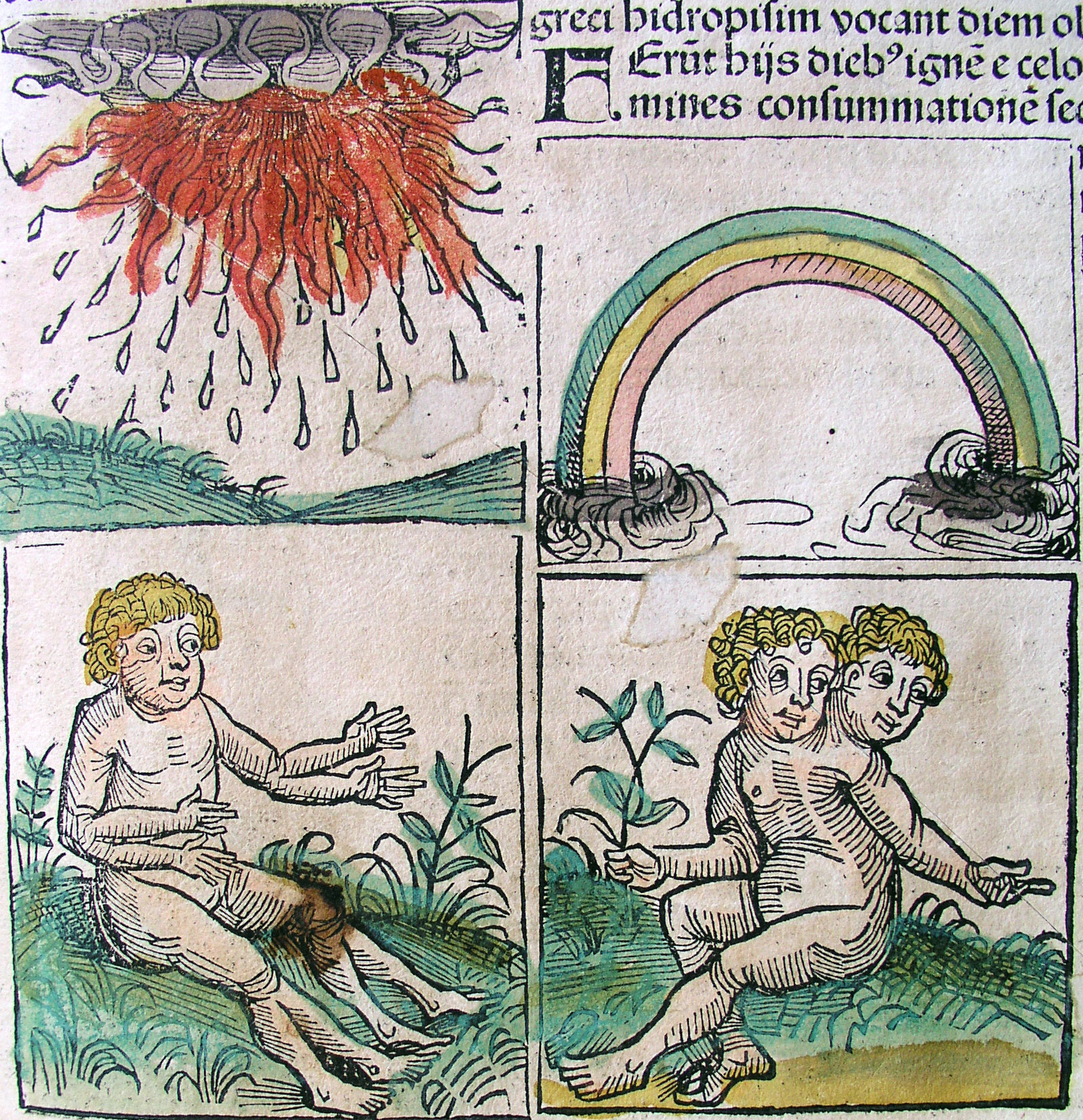
Vyobrazení různých znamení v Norimberské kronice (1493) – nebeské jevy a narození „zrůd“

Omen, latinsky „předzvěst, (zlé) znamení“, je událost či předmět, který údajně předpovídá budoucnost. Některá se mohou objevovat sama od sebe, ale je možné je vyvolat úmyslně, ať už skrze specializované věštění, například z letu ptáků ve starověkém Římě, nebo méně formální činností jako hádáním při odtrhávání okvětních lístků se slovy „Má mě rád. Nemá mě rád.” Některá omen mohou být zvrácena určitými postupy, předzvěst neštěstí například poklepáním na dřevo nebo hozením soli přes rameno. Víra v ně se objevuje v mnoha archaických a lidových kulturách a v moderní době je zpravidla chápána jako pověrčivost.

## Starověké Řecko a Řím
Ve starořečtině se pro věštebná znamení užívalo výrazu oiónos, které se původně vztahovalo pouze na znamení z letu ptáků, ale již Homér a Hésiodos ho používali i v obecnějším významu. Kromě toho existovalo také označení teras, které odkazovalo především na mimořádný a nepřirozený charakter situace a neslo téměř vždy negativní význam, a symbolon, užívané spíše obecně, a další výrazy.
V latině byly užívány výrazy omen, augurium, auspicium, monstrum, ostentum, portentum, prodigium a zřídka navíc i dirum, miraculum a signum. Někteří doboví autoři významy těchto slov od sebe jasně odlišovali, ale jiní je zase používali naprosto odlišným způsobem a je tak zjevné, že byla v zásadě synonymní. Existovalo však dělení na znamení spontánní, která byla zpravidla považována za známku hněvu bohů, a na vyžádaná, tedy taková, která získal stát od bohů prostřednictvím určených zástupců jako odpověď na určitou otázku.
Uznávanými věštci v dobách starověkého Říma byli haruspikové, původem Etruskové, kteří věštili zejména z jater a dalších vnitřností zvířat.

## Slované
O víře předkřesťanských Slovanů v různé druhy znamení a věštění ze setkání, především pak v souvislosti s ptáky, se zmiňují staroruská kázání, především Kázání svatého otce Kyrila o zlých duchách, Pověst dávných let, Saxo Grammaticus a polská kázání Stanislava ze Skarbimierze. V souvislosti s touto vírou se objevují dva zvláštní výrazy: kobь a vъstrěčь. Pomocí prvního z nich se v učené literatuře překládaly starořecké pojmy jako oinóskopia „pozorování znamení“, manteia „věštění“ a tyché „štěstěna, osud“ a v lidové ruštině, bulharštině a srbochorvatštině se používal ve významu „(zlá) předzvěst, věštba“. Příbuzný výraz ve staročeštině: koba, znamenal „havran, krkavec“ a zároveň „zdar, štěstí“. Výraz vъstrěčь lze pak překládat jako „setkání, náhoda, osud“. Kázání svatého otce Kyrila o zlých duchách zmiňuje konkrétně věštění ze setkání s datlem, havranem či sýkorkou, Saxo Grammaticus ze setkání obecně se zvířetem na začátku cesty za určitou záležitostí a Stanislav ze Skarbimierze ze setkání s vlkem či zajícem. Část textů také zmiňuje, že výklad znamení byl ovlivněn tím, zda zvíře přicházelo či zazpívalo zprava či zleva. Zmínky o víře v „kýchání“ a „čich“ snad odkazují na znamení hledaná v náhodném kýchání či věštění intuitivní. Křesťanskými autory byla víra ve znamení kritizována jako odporující učení církve.